# Septobasidium accumbens
Septobasidium accumbens är en svampart som först beskrevs av Berk. & Broome, och fick sitt nu gällande namn av Giacopo Bresàdola 1938. Septobasidium accumbens ingår i släktet Septobasidium och familjen Septobasidiaceae.   Inga underarter finns listade i Catalogue of Life.